# غاري سيمونز (رسام)
غاري سيمونز (بالإنجليزية: Gary Simmons)‏ هو رسام أمريكي، ولد في 14 أبريل 1964 في نيويورك في الولايات المتحدة.